# Крста Ђорђевић
Крста Ђорђевић (Гњилане, 24. септембар 1993) српски је фудбалер.

## Каријера
Из родног Горњег Кусца, Ђорђевић је као петнаестогодишњак отишао у Крушевац, где је с кадетима Напретка играо Кадетску лигу Србије. Сениорску каријеру започео је у Ропотову. Неколико сезона одиграо је за Мокру Гору и с том екипом остварио пласман у Српску лигу Запад. Током такмичарске 2015/16. постигао је 15 погодака у тој лиги. Потом је наступао у Другој лиги Чешке, одакле се вратио у Србију и потписао за сурдулички Радник. Споразумно је раскинуо уговор после неколико месеци и убрзо након тога прешао је у Жарково. Средином 2019. приступио је екипи ОФК Бачке из Бачке Паланке. Након пласмана с екипом у Суперлигу Србије, у том такмичењу је био стрелац у поразу од Партизана. Почетком 2021. године потписао је за Силекс. С тим клубом је исте године освојио Куп Македоније, али и испао из највишег степена лигашког такмичења. Још годину дана провео је у Борецу из Велеса. Током лета 2022. потписао је за малтешки клуб Слијема Вондерерс. За Раднички из Сремске Митровице заиграо је почетком септембра исте године. Такмичрску 2022/23. у Првој лиги Србије окончао је на врху листе стрелаца с 15 погодака, колико је постигао и Милош Луковић. Током лета 2023. године приступио је Звијезди 09, потписавши једногодишњи уговор. Неколико дана пред крај исте календарске године објављено је да је међу играчима који су напустили клуб. Постигао је пет погодака, од чега четири у Купу Републике Српске и један у Купу Босне и Херцеговине.

## Статистика

### Клупска
Ажурирано 29. децембра 2023.
|                            |          |                                   |     |    |   |   |   |   |   |   |     |    |  |  |
| Мокра Гора                 | 2015/16. | Српска лига Запад                 | 28  | 15 | 1 | 1 | — | — | — | — | 29  | 16 |  |  |
|                            |          |                                   |     |    |   |   |   |   |   |   |     |    |  |  |
| МАС Таборско               | 2016/17. | Друга лига Чешке                  | 12  | 2  | 1 | 2 | — | — | — | — | 13  | 4  |  |  |
|                            |          |                                   |     |    |   |   |   |   |   |   |     |    |  |  |
| Олимпија Праг              | 2017/18. | Друга лига Чешке                  | 15  | 0  | 1 | 0 | — | — | — | — | 16  | 0  |  |  |
|                            |          |                                   |     |    |   |   |   |   |   |   |     |    |  |  |
| Радник Сурдулица           | 2017/18. | Суперлига Србије                  | 13  | 0  | — | — | — | — | — | — | 13  | 0  |  |  |
| Радник Сурдулица           | 2018/19. | Суперлига Србије                  | 1   | 0  | — | — | — | — | — | — | 1   | 0  |  |  |
| Радник Сурдулица           | Укупно   | Укупно                            | 14  | 0  | — | — | — | — | — | — | 14  | 0  |  |  |
|                            |          |                                   |     |    |   |   |   |   |   |   |     |    |  |  |
| Жарково                    | 2018/19. | Прва лига Србије                  | 21  | 7  | — | — | — | — | — | — | 21  | 7  |  |  |
|                            |          |                                   |     |    |   |   |   |   |   |   |     |    |  |  |
| Бачка Бачка Паланка        | 2019/20. | Прва лига Србије                  | 28  | 11 | 1 | 1 | — | — | — | — | 29  | 12 |  |  |
| Бачка Бачка Паланка        | 2020/21. | Суперлига Србије                  | 15  | 1  | 1 | 0 | — | — | — | — | 16  | 1  |  |  |
| Бачка Бачка Паланка        | Укупно   | Укупно                            | 43  | 12 | 2 | 1 | — | — | — | — | 45  | 13 |  |  |
|                            |          |                                   |     |    |   |   |   |   |   |   |     |    |  |  |
| Силекс                     | 2020/21. | Прва лига Македоније              | 5   | 0  | 1 | 0 | — | — | 1 | 0 | 7   | 0  |  |  |
|                            |          |                                   |     |    |   |   |   |   |   |   |     |    |  |  |
| Борец Велес                | 2021/22. | Прва лига Македоније              | 27  | 7  | — | — | — | — | — | — | 27  | 7  |  |  |
|                            |          |                                   |     |    |   |   |   |   |   |   |     |    |  |  |
| Раднички Сремска Митровица | 2022/23. | Прва лига Србије                  | 30  | 15 | 2 | 1 | — | — | — | — | 32  | 16 |  |  |
|                            |          |                                   |     |    |   |   |   |   |   |   |     |    |  |  |
| Звијезда 09                | 2023/24. | Премијер лига Босне и Херцеговине | 11  | 0  | 1 | 1 | — | — | 2 | 4 | 14  | 5  |  |  |
|                            |          |                                   |     |    |   |   |   |   |   |   |     |    |  |  |
| Каријера                   | Каријера | Каријера                          | 206 | 58 | 9 | 6 | — | — | 3 | 4 | 218 | 68 |  |  |
|                            |          |                                   |     |    |   |   |   |   |   |   |     |    |  |  |

## Трофеји, награде и признања

### Екипно
Мокра Гора
- Зона Морава : 2014/15.[37]

Силекс
- Куп Македоније : 2020/21.[38]

### Појединачно
- Најбољи фудбалер Косова и Метохије за 2013. годину, по избору ФСКиМ[39]